# The Journal of Economic Inequality
The Journal of Economic Inequality est une revue académique trimestrielle à comité de lecture fondée en 2003 et par Springer Science+Business Media ; il couvre l'étude des inégalités économiques et sociales.
Le rédacteur en chef est Frank Cowell (London School of Economics). Selon le Journal Citation Reports, la revue a un facteur d'impact 2017 de 0,980.

### Traduction
- (en) Cet article est partiellement ou en totalité issu de l’article de Wikipédia en anglais intitulé « The Journal of Economic Inequality » (voir la liste des auteurs).